# 24 (seizoen 6)
Dit artikel gaat over seizoen 6 van de Amerikaanse televisieserie 24. Het seizoen ging in première op 14 januari 2007 en duurt tot en met 21 mei 2007. In Nederland wordt het seizoen uitgezonden vanaf 6 mei 2007, aanmerkelijk eerder dan voorgaande seizoenen. In Vlaanderen wordt de serie sinds 23 september 2007 uitgezonden.
Het seizoen is genomineerd voor zes Emmy Awards. Kiefer Sutherland werd genomineerd voor een Emmy voor beste acteur in een dramaserie, en Jean Smart voor een Emmy voor beste vrouwelijke bijrol. Sean Callery werd genomineerd voor zijn muziek/ De aflevering 10:00PM–11:00PM won uiteindelijk de enige Emmy, namelijk die voor beste geluidsmontage.
In seizoen 6 werden veel nieuwe personages geïntroduceerd, waaronder veel familieleden van Jack Bauer. Zo krijgen we nu te zien wie zijn vader is, en wordt er aandacht besteed aan zijn broer, zijn schoonzus en zijn neefje.

## Synopsis
Dag 6 begint om zes uur 's ochtends. Op dit moment is Charles Logan reeds afgezet als president en zetelt Wayne Palmer als president. Karen Hayes is zijn veiligheidsadviseur. Wanneer dag 6 begint zijn er al verschillende aanslagen gebeurd in verscheidene staten van Amerika. De regering vermoedt dat een zekere terrorist Assad, achter de aanslagen zit. Ze denken ook dat wanneer Assad wordt vermoord, de organisatie uit elkaar zal vallen en de aanslagen vervolgens zullen ophouden.
Op dat moment zijn ze reeds gecontacteerd door een andere man, Fayed, die de locatie van Assad kan vertellen. Hij wil dit enkel doen onder bepaalde voorwaarden. De eerste is een grote som geld van de Verenigde Staten, dit vormt niet zo'n groot probleem. De tweede eis is dat hij Jack Bauer levend wil krijgen. President Palmer beslist om aan de eisen te voldoen. Door onderhandelingen kan hij Jack Bauer terug overhandigd krijgen.
Jack komt op dat moment aan op een luchthaven in Los Angeles. Hij is fysiek en mentaal verwoest. Je kan duidelijk zien dat hij heel erg heeft geleden onder de martelingen in de Chinese gevangenissen. Wanneer hij wordt overhandigd aan Bill Buchanan, nog steeds de Regional Director van CTU, zegt de veiligheidsverantwoordelijke die hem overdraagt dat hij in 2 jaar geen woord heeft gelost. Jack zelf gaat meteen akkoord met het feit dat hij moet worden opgeofferd worden om het land van verdere aanslagen te redden. Hij zegt dat hij 2 jaar in leven is kunnen blijven door de gedachte, dat hij voor een groter doel wilde sterven, nu kan hij dat doen.
Hij wordt dus ook aan Fayed overgedragen. Fayed wilde Jack Bauer, omdat de broer van Fayed is gestorven terwijl Jack Bauer hem martelde. Hij wil ervoor zorgen dat Jack dezelfde dood sterft. Ondertussen komt Jack te weten dat Assad niet in de VS is om die aanslagen te plegen, maar dat hij in de VS is om de aanslagen tegen te houden. Assad wil vredesgesprekken gaan houden met de Amerikaanse autoriteiten. Fayed zit achter de aanslagen, en hij geeft de locatie van Assad prijs, omdat hij de organisatie wilde verraden.
Jack kan uiteindelijk ontsnappen, en weet Assad te redden. Samen met Assad gaat hij op pad om te terroristen te vinden en te voorkomen dat ze nog meer bommen zullen laten ontploffen. Ondertussen blijkt steeds meer en meer dat Jack enorm veranderd is. Hij kan niet langer gewetenloos een onbekend persoon martelen om informatie vrij te krijgen. Hij lijdt enorm onder de martelingen die hij in China te verduren heeft gekregen. Ondanks het feit dat hij meerdere malen van plan is te stoppen met het werk blijft hij doorgaan om te voorkomen.

## Afleveringen
Het seizoen bestaat uit 24 afleveringen met elk een speelduur van ongeveer 42 minuten, reclame niet meegerekend.
| #  | Aflevering            | Schrijver | Regie         | Uitzenddatum VS  | Nederland         | Vlaanderen        |
| -- | --------------------- | --- | ------------- | ---------------- | ----------------- | ----------------- |
| 1  | 6:00 a.m.-7:00 a.m.   | Howard Gordon | Jon Cassar    | 14 januari 2007  | 6 mei 2007        | 23 september 2007 |
| 1  | 6:00 a.m.-7:00 a.m.   | Al elf weken lang worden de Verenigde Staten geteisterd door diverse aanslagen. Wanneer een Aziatische man met zijn mp3-speler een bus laat ontploffen hoort ook Los Angeles bij de lange lijst van steden waar aanslagen zijn gepleegd. Fayed, een van de terroristen, laat weten wat ze willen: ze willen Jack Bauer dood, als wraak voor de dood van Fayeds broer. In ruil voor Jack krijgt de Amerikaanse overheid te locatie van Al-Assad, de terrorist achter de aanslagen. President Wayne Palmer laat Jack Bauer uit de gevangenis in China overbrengen om aan de eisen te voldoen. Wanneer Bauer door de terroristen is vastgebonden en wordt gemarteld vertellen ze hem dat Al-Assad helemaal niet de man achter de aanslagen is maar er juist een einde aan wil maken. CTU zal de verkeerde man doden. Wanneer de terroristen niet opletten bijt Jack in de nek van de terrorist die de sleutel heeft. Hij valt dood neer en Jack ontsnapt. |               |                  |                   |                   |
| 2  | 7:00 a.m.-8:00 a.m.   | Manny Coto | Jon Cassar    | 14 januari 2007  | 13 mei 2007       | 23 september 2007 |
| 2  | 7:00 a.m.-8:00 a.m.   | Fayed en zijn mannen gaan op zoek naar Jack, maar ze kunnen hem niet vinden en ze besluiten daarom te stoppen om op schema te blijven. Jack belt daarna Bill Buchanan op dat Al-Assad niet achter de aanslagen zit en de locatie waar Al-Assad zich bevindt dus niet moet aanvallen. Buchanan geeft de nieuwe informatie door aan Wayne Palmer, maar hij verandert niet van de gedachte, Al-Assad staat namelijk bekend als terrorist. Jack besluit zelf op pad te gaan en weet Al-Assad net voor de luchtaanvallen op zijn huis weg te krijgen. Een van Al-Assads mannen blijkt na onderzoek een verrader te zijn en in werkelijkheid te horen bij de terroristen. Via de verrader komen ze achter de locatie van Fayed, de terroristen zullen elkaar ontmoeten bij een metrostation, waar een andere terrorist zichzelf zal opblazen in de metro. Al-Assad gaat op zoek naar Fayed, en Jack weet de zelfmoordterrorist net op tijd uit de metro te duwen, waardoor er geen persoonlijke ongevallen zijn. |               |                  |                   |                   |
| 3  | 8:00 a.m.-9:00 a.m.   | Evan Katz, David Fury | Brad Turner   | 15 januari 2007  | 20 mei 2007       | 30 september 2007 |
| 3  | 8:00 a.m.-9:00 a.m.   | Jack en Al-Assad gaan op zoek naar Fayed. De satelliet waarmee ze een van de mannen van hem kunnen volgen naar de verblijfplaats van Fayed is nog niet gepositioneerd, dus moet Jack een andere manier zien te vinden om hem te volgen. Hij rijdt in op de auto van Fayed en Al-Assad biedt hem aan te brengen naar de plaats waar hij toe moet. Fayed laat ondertussen weten dat ze zullen stoppen met de aanslagen wanneer ze honderd zware criminelen vrijlaten uit de gevangenis. President Palmer geeft de opdracht te wachten met het voldoen aan de eisen totdat zeker is dat CTU Fayed niet kan vinden. Wanneer Jack, Al-Assad en de terrorist bij de plaats van bestemming aankomen blijkt Fayed daar niet te zijn. Wel bevindt zich er een andere terrorist die alles met een granaat opblaast. Een aanwezige computer is niet helemaal beschadigd, en uit een van de toegankelijke bestanden blijkt dat de terroristen een nucleaire bom willen laten ontploffen. Een van de onderdelen van de bom wordt bezorgd door Ahmed Amar. Amar gijzelt op dat moment de familie Wallace met zijn pistool. De vader in het gezin, Ray Wallace, wordt op pad gestuurd door Yassir om het onderdeel van de nucleaire bom voor hem te bezorgen bij Fayed. |               |                  |                   |                   |
| 4  | 9:00 a.m.-10:00 a.m.  | Robert Cochran | Brad Turner   | 15 januari 2007  | 27 mei 2007       | 30 september 2007 |
| 4  | 9:00 a.m.-10:00 a.m.  | CTU-Los Angeles-directeur Bill Buchanan komt erachter dat de werkelijke reden voor het verzoek van vrijlating van honderd criminelen is om een van de criminelen, terrorist Hasan Numair, mee te laten werken aan de nucleaire bom. Numair en Fayed ontmoeten elkaar in een warenhuis in Valencia. Numair laat de koffer met de nucleaire bom zien aan Fayed, maar hij heeft het onderdeel van Yassir nodig om de bom te programmeren. Ray Wallace, die het onderdeel in plaats van Amar brengt, weigert langer mee te werken. Hij wil dat een van zijn familieleden wordt vrijgelaten. Het wordt zijn vrouw, Jillian. Ondanks verzoeken om niet het alarmnummer te bellen doet ze het toch. Ze wordt doorverbonden met Jack, die samen met Al-Assad en Curtis naar het betreffende huis gaan. Ondertussen is Ray aangekomen bij Fayed, waar hij het onderdeel van de bom afgeeft. Binnen het uur is de bom klaar voor gebruik. Bij het huis van de familie Wallace stormt CTU samen met Jack, Al-Assad en Curtis het huis binnen. Zoon Scott Walace wordt succesvol bevrijd maar Ahmed Amar komt om. Curtis blijkt in het verleden als eens contact te hebben gehad met Al-Assad, die in het verleden vele doden maakte bij terroristische acties. Curtis wil hem doden, maar Jack grijpt in, hij schiet Curtis neer. In Valencia is de nucleaire bom klaar voor gebruik. Dan stormt CTU binnen en volgt er een hevig vuurgevecht. CTU kan echter niet voorkomen dat een van de terroristen de bom ontsteekt. Een hevige ontploffing volgt, waarbij vele mensen omkomen. President Palmer en zijn staf ziet het vanaf een afstand op een monitor en geeft de opdracht alle hulptroepen naar het gebied te sturen. |               |                  |                   |                   |
| 5  | 10:00 a.m.-11:00 a.m. | Joel Sunrow, Michael Loceff | Milan Cheylov | 22 januari 2007  | 3 juni 2007       | 6 oktober 2007    |
| 5  | 10:00 a.m.-11:00 a.m. | President Palmer krijgt te horen dat er meer dan 12.000 mensen om het leven zijn gekomen bij de ontploffing van de atoombom in Valencia. Hij en zijn staf worden naar een beveiligde bunker gebracht. Abu Fayed heeft nog vier kernwapens, maar omdat zijn technicus omkwam bij de ontploffing van de vorige bom zoekt hij een nieuwe. Hij verzoekt Darren McCarthy, de persoon die ook de kernwapens leverde, een nieuwe technicus te zoeken. Walid al-Rezani, vriend van Sandra Palmer gaat, terwijl hij gevangen zit, undercover om informatie te verkrijgen over de terroristen. Bij CTU wordt ontdekt dat Philip Bauer, de vader van Jack en eigenaar van BJX Technologies, betrokken is bij de levering van de atoombommen. Hij zal zijn broer Graem moeten ondervragen om zijn vader te vinden. |               |                  |                   |                   |
| 6  | 11:00 a.m.-12:00 p.m. | Evan Katz, David Fury | Brad Turner   | 29 januari 2007  | 10 juni 2007      | 6 oktober 2007    |
| 6  | 11:00 a.m.-12:00 p.m. | Karen Hayes wil president Palmer vertellen dat Tom Lennox zonder toestemming de opdracht heeft gegeven de detentiecentraregels te verscherpen. Wanneer ze het wil vertellen dreigt Tom belastende informatie voor haar vriend Bill Buchanan openbaar te maken tenzij ze ontslag neemt. Jack Bauer martelt zijn broer Graem voor de locatie van zijn vader. Dan vertelt hij dat het bedrijf van hem en zijn vader inderdaad betrokken is bij de atoombommen en dat zijn vader belastende informatie voor hem en het bedrijf aan het verwijderen is in het kantoor van Darren McCarthy. McCarthy vertelt aan Fayed dat hij een technicus heeft gevonden. Walid moet een mobiele telefoon van een van de gevangenen stelen. Na het kopiëren van de gegevens op de telefoon naar CTU wordt hij gesnapt en mishandeld. Bij CTU blijkt dat de man met de telefoon geen terrorist is maar enkel een toeschouwer, die informatie over de atoomwapens en Fayed op internet had gevonden. |               |                  |                   |                   |
| 7  | 12:00 p.m.-1:00 p.m.  | Howard Gordon, Manny Coto | Jon Cassar    | 5 februari 2007  | 17 juni 2007      | 12 oktober 2007   |
| 7  | 12:00 p.m.-1:00 p.m.  | Jack en Philip worden met een busje naar de plaats gebracht waar de mannen van Graem hen zullen vermoorden. Door samenwerking tussen Jack en zijn vader weten ze te ontsnappen. CTU heeft via NSA een bestand onderschept dat werd gestuurd van McCarthy naar Fayed. In het bestand blijken de gegevens van de nieuwe technicus die McCarthy heeft gevonden voor Fayed te zitten, inclusief foto. Het bestand blijkt corrupt te zijn en Morris wordt erop gezet om het bestand te herstellen. Dan wordt Morris op de hoogte gebracht van het nieuws dat zijn broer stralingsziekte als gevolg van de bom heeft. Hij besluit naar het ziekenhuis te gaan. Jack Bauer is weer bij Graem en vermoedt dat hij nog veel meer weet over de gebeurtenissen. Na een lange marteling geeft Graem opmerkelijk genoeg toe dat hij verantwoordelijk was voor de dood van David Palmer, Tony Almeida en Michelle Dessler. Hij geeft eveneens toe dat hij de persoon was die Jack Bauer voor de moorden liet opdraaien. Sandra ontmoet Wallid in het ziekenhuis naar de confrontatie in het detentiecentrum. Bij CTU blijkt het bestand met de informatie over de technicus voor Fayed het persoonsbestand van Morris te zijn. Het nieuws dat zijn broer stralingsziekte heeft is verzonnen om hem buiten het CTU-gebouw te lokken en gevangen te nemen. Philip Bauer blijkt samen met Graem te werken. Hij vermoordt hem om te voorkomen dat hij belastende informatie over hem zal geven aan CTU. |               |                  |                   |                   |
| 8  | 1:00 p.m.-2:00 p.m.   | Evan Katz, David Fury | Jon Cassar    | 12 februari 2007 | 24 juni 2007      | 12 oktober 2007   |
| 8  | 1:00 p.m.-2:00 p.m.   | Chloe O'Brian is niet meer in staat te werken voor CTU vanwege de ontvoering van Morris, en Milo neemt haar taken over. Milo helpt Jack om McCarthy te vinden en zo Morris te bevrijden. McCarthy stapt onderweg in een andere auto en weet te ontsnappen. Rita, die samen met McCarthy Morris aflevert bij Fayed, besluit McCarthy te doden en zelf Morris bij Fayed te brengen om zo zeven miljoen dollar te innen. CTU heeft inmiddels de locatie van Fayed gevonden, en op het moment dat een tweede nucleaire bom op ontploffen staat weet Jack het aftellen tot stilstand te brengen. Aan het einde van de aflevering vertelt Morris dat Fayed heeft weten te ontsnappen met het ontstekingsmechanisme dat door hem is geprogrammeerd. Fayed kan nu elke bom laten ontploffen. |               |                  |                   |                   |
| 9  | 2:00 p.m.-3:00 p.m.   | Adam E. Fierro | Brad Turner   | 12 februari 2007 | 1 juli 2007       | 19 oktober 2007   |
| 9  | 2:00 p.m.-3:00 p.m.   | Aby Fayed landt met zijn helikopter en neemt contact op met Dmitri Gredenko, een voormalig Russisch generaal die de nucleaire bommen leverde aan Fayed via BJX Technologies, het bedrijf van Graem en Philip Bauer. Gredenko wil zo wraak nemen op de Amerikanen vanwege het verlies van de Sovjet-Unie van de Koude Oorlog. Morris en Chloe gaan weer aan het werk, maar regelmatig komt de vraag boven op Morris nog wel in staat is te werken voor CTU door de gebeurtenissen. Via Marilyn Bauer, de vrouw van Graem, wil CTU de locatie van Gredenko achterhalen. Marilyn volgde ooit Graem om te zien of hij vreemdging, en zag dat hij een bepaald huis binnenging, vermoedelijk de plaats waar Graem contact had met Gredenko. Philip Bauer ontdekt dit een ontvoert Josh, haar zoon, en hij dreigt hem wat aan te doen als Marilyn hen niet naar een ander huis brengt. Philip is namelijk bang dat het spoor zal leiden naar zijn bedrijf en hij in de gevangenis zal verdwijnen. Jack en zijn team gaan het huis binnen. In het huis liggen meerdere explosieven, maar Jack weet op tijd te ontsnappen. Buiten worden Milo en Marilyn ondertussen aangevallen door een groep mannen. Milo gaat op de vlucht met het busje, achtervolgt door de mannen. Tom Lennox komt erachter dat twee mannen een aanslag op de president willen plegen om zo te voorkomen dat hij aan de macht blijft en het -volgens hun- zwakke beleid tegenover moslims blijft voeren. |               |                  |                   |                   |
| 10 | 3:00 p.m.-4:00 p.m.   | Howard Gordon, Evan Katz | Brad Turner   | 19 februari 2007 | 8 juli 2007       | 19 oktober 2007   |
| 10 | 3:00 p.m.-4:00 p.m.   | Milo en Marilyn slaan op de vlucht voor de groep mannen. Jack weet de twee te redden en komt er nu achter dat Philip haar zoon heeft gegijzeld. Marilyn besluit de werkelijke locatie van Gredenko te geven. Een SWAT-team valt dat gebouw binnen maar het blijkt leeg te zijn. Philip gaat akkoord met een deal, Josh wordt vrijgelaten maar Jack komt voor hem in de plaats. Wanneer Jack denkt dat Philip hem wil doden blijkt dat Philip al lang is verdwenen. Wel heeft hij een zakcomputer achtergelaten die hem verbindt met Charles Logan. Hij heeft meer informatie over Gredenko. Ondertussen wordt het plan voorbereid om de president de vermoorden. Tom Lennox besluit aanvankelijk mee te helpen, maar wanneer de president laat merken dat hij zijn advies op prijs stelt bedenkt hij zich. |               |                  |                   |                   |
| 11 | 4:00 p.m.-5:00 p.m.   | Manny Coto | Tim Iacofano  | 26 februari 2007 | 15 juli 2007      | 26 oktober 2007   |
| 11 | 4:00 p.m.-5:00 p.m.   | Wanneer Fayed contact op neemt met Gredenko blijkt dat hij drie Amerikaanse vliegtuigen heeft om de resterende bommen boven dichtbevolkte gebieden te laten ontploffen. Jack brengt een bezoek aan Charles Logan, die vanwege zijn daden huisarrest heeft. Logan zegt dat hij onder vier ogen wil praten met de generaal van het Russische consulaat omdat die informatie heeft over de aanslagen. President Palmer geeft toestemming voor tijdelijke opheffing van het huisarrest. Carson verbergt een bom in een cassetterecorder en legt die neer op de plaats waar Assad een toespraak gaat geven. Assad merkt dat er een bom ligt en waarschuwt. Ondanks de waarschuwing komt de ontploffing hard aan en zijn zowel Assad als Palmer buiten bewustzijn. |               |                  |                   |                   |
| 12 | 5:00 p.m.-6:00 p.m.   | Evan Katz, David Fury | Tim Iacofano  | 5 maart 2007     | 22 juli 2007      | 26 oktober 2007   |
| 12 | 5:00 p.m.-6:00 p.m.   | Nadat president Palmer zwaargewond wordt weggedragen neemt vicepresident Noah Daniels zijn taken over. Lennox geeft Reed en Carson aan bij de Geheime Dienst. Logan praat met de Russische generaal Markov. Zodra ze zijn uitgepraat neemt Markov contact op met Gredenko. Gredenko is positief en zegt dat het al te laat is voor dat CTU kan ingrijpen. Nadat Chloe de stroom van het Russische consulaat laat uitvallen valt Jack Bauer het gebouw binnen. Door hem te ondervragen komt Jack te weten dat Gredenko zich in de Mojavewoestijn bevindt. Dan valt de beveiliging de kamer binnen en wordt Jack gevangengenomen. |               |                  |                   |                   |
| 13 | 6:00 p.m.-7:00 p.m.   | Joel Surnow, Michael Loceff | Jon Cassar    | 12 maart 2007    | 29 juli 2007      |                   |
| 13 | 6:00 p.m.-7:00 p.m.   | Jack doodt Vasili, zijn bewaker, en probeert te ontsnappen. Ondertussen probeert hij een telefoon te vinden om de locatie van Gredenko door te geven aan CTU. Mike Doyle wordt het nieuwe hoofd van veldoperaties bij CTU. Er ontstaan spanningen tussen Milo en hem vanwege een conflict toen zij beiden nog in Denver werkten. De tijdelijke president Noah Daniels vraagt Lennox of hij wil meewerken aan de illusie dat Assad achter de aanslag op president Palmer zit. Daniels wil Assads land militair aanvallen om te laten zien dat Amerika niet met zich laat spotten. Charles Logan wil met zijn ex-vrouw Martha praten. Zij had een goede relatie met de Russische president en Charles vraagt haar toestemming te vragen voor militair ingrijpen in het Russische consulaat. Martha, die een relatie heeft met Aaron Pierce, is nog steeds woedend op Charles en steekt een mes in zijn borst, waardoor zijn slagader wordt geraakt. Toch weet Martha toestemming te krijgen voor ingrijpen in het Russische consulaat. De operatie pakt succesvol uit, Jack wordt bevrijd en heeft de verblijfsplaats van Gredenko door. |               |                  |                   |                   |
| 14 | 7:00 p.m.-8:00 p.m.   | Manny Coto, David Fury | Jon Cassar    | 19 maart 2007    | 5 augustus 2007   |                   |
| 14 | 7:00 p.m.-8:00 p.m.   | Jack wordt gewond teruggebracht naar CTU. Daar vertelt Marilyn hem dat Audrey een dodelijk auto-ongeluk kreeg toen ze naar hem op zoek ging in China. Een op afstand bestuurbaar vliegtuig met aan boord een bom wordt in de lucht gebracht door Gredenko en Fayed. Ze moeten het gebied snel verlaten met de twee overgebleven nucleaire bommen om te voorkomen dat ze door CTU worden gevonden. CTU is ondertussen bezig met het onderscheppen van het vliegtuig. Chloe ontdekt dat de satellietbeelden door Nadia Yassir worden doorgestuurd naar de terroristen. Ze wordt gevangengenomen ondanks het feit dat ze haar betrokkenheid ontkent. Later in de aflevering ontdekt Chloe dat de bestemming van het vliegtuigje San Francisco is om daar zo veel mogelijk schade aan te brengen. Ook vindt ze uit dat het vliegtuigje nabij CTU wordt bestuurd. Jack en anderen zetten een nieuwe missie op om vele doden te voorkomen. De agenten doden twee bewakers en verwonden de bestuurder van het vliegtuigje. Jack weet de bom veilig aan de grond te zetten maar voorkomt niet dat er wat straling vrijkomt. Daniels wordt door Bill geïnformeerd over het vliegtuigje dat vrijwel veilig aan de grond is gezet. Hij geeft de opdracht een raket op het land waar Al-Assad vandaan komt om te laten zien dat Amerika niet met zich laat spotten. Karen en Lennox proberen er alles aan te doen om te voorkomen dat de raket wordt afgevuurd. |               |                  |                   |                   |
| 15 | 8:00 p.m.-9:00 p.m.   | Howard Gordon, Manny Coto | Brad Turner   | 26 maart 2007    | 12 augustus 2007  |                   |
| 15 | 8:00 p.m.-9:00 p.m.   | Jack geeft Doyle de opdracht op zoek te gaan naar sporen van Gredenko op de plaats waar het vliegtuig opsteeg. Nadia blijkt onschuldig te zijn en wordt vrijgelaten. In de presidentiële bunker vraagt Karen om toestemming voor het uit coma laten halen van president Palmer aan Sandra Palmer. Op die manier kan hij voorkomen dat Daniels werkelijk een raket zal afvuren. Sandra Palmer geeft na lang nadenken toestemming. Gredenko heeft om extra informatie over een kerncentrale aan Mark Hauser gevraagd om de overige twee bommen wel succesvol te laten ontploffen. CTU onderschept het telefoontje echter. Jack en andere agenten houden Mark aan. Ze zetten succesvol een val op om Gredenko te vangen. Aan het einde van de aflevering is president Palmer uit zijn coma ontwaakt zodat hij de raketaanval kan afblazen. President Daniels onderzoekt het idee om Palmer af te laten treden omdat hij daar niet in staat voor zou zijn. |               |                  |                   |                   |
| 16 | 9:00 p.m.-10:00 p.m.  | Robert Cochran, Evan Katz | Brad Turner   | 2 april 2007     | 19 augustus 2007  |                   |
| 16 | 9:00 p.m.-10:00 p.m.  | Het kabinet stemt op verzoek van Daniels over de kwestie of president Palmer in staat is zijn bevoegdheden goed uit te voeren. De stemming lijkt positief uit te vallen voor Palmer maar Daniels gaat daar tegenin omdat Karen Hayes ontslag zou hebben genomen en daarom niet officieel meer werkzaam is voor de president. De zaak wordt voorgelegd aan de Hoge Raad. Jack laat Gredenko, nadat hij amnestie heeft gehad, bellen naar Fayed om te zeggen dat hij de informatie over de kerncentrale in handen heeft. De twee spreken af in Santa Monica. Gredenko krijgt een zender in zijn arm geplaatst zodat CTU zijn locatie kan blijven volgen. Fayed krijgt te horen over de zender in Gredenko's arm en de twee slaan op de vlucht nadat Fayed Gredenko's arm er af heeft gehakt. In een bar wordt Fayed ontdekt door een foto op de tv en te grazen genomen door de bargasten. Gredenko ontsnapt, maar Fayed wordt succesvol opgepakt. Gredenko zakt bij de zee in elkaar en sterft. Daniels' adviseur Lisa Miller stelt voor te liegen tegenover de Hoge Raad dat Karen wel degelijk terug in haar positie is gezet. Daniels weet dat hij opgepakt zal worden voor hoogverraad wanneer dit gebeurt maar realiseert zich ook dat hij anders weinig kan zal hebben om Palmer uit zijn ambt te zetten. Lennox deelt aan Daniels mee dat hij het gesprek heeft opgenomen en het openbaar zal maken wanneer hij zich niet terugtrekt in de race voor het tijdelijke presidentschap. Daniels accepteert en Palmer blijft aan als president. Palmer, die zich al meerdere malen met adrenaline heeft in laten spuiten om sterker te zijn, geeft de opdracht de raketaanval toch door te zetten. |               |                  |                   |                   |
| 17 | 10:00 p.m.-11:00 p.m. | David Fury | Bryan Spicer  | 9 april 2007     | 26 augustus 2007  |                   |
| 17 | 10:00 p.m.-11:00 p.m. | Wayne Palmer geeft de opdracht met de raketaanval te stoppen wanneer blijkt dat een hoge generaal, Habib, in het land dat wordt aangevallen heeft samengewerkt met Abu Fayed. Tom en Karen hebben bewondering voor president Palmer. Nadat Jack Bauer zich realiseert dat Fayed niets zal loslaten over de overgebleven kernwapens wordt hij meegenomen naar CTU om daar gemarteld te worden. CTU weet dat hij ook dan niets zal vertellen, vandaar dat er een plan is opgezet. Onderweg naar CTU ramt een busje met gewapende mannen de auto waarin Fayed zich bevindt. Fayed wordt meegenomen. De bedoeling is dat Fayed denkt dat de gewapende mannen zijn gestuurd door generaal Habib. CTU hoopt zo informatie over de overgebleven kernwapens te verkrijgen. Fayed krijgt Habib te spreken, maar hij weet zelfs onder toezicht door te geven dat hij gedwongen wordt tegen hem te praten. Fayed weet dat hij in gevaar is en doodt de mannen in het busje, waarna hij ervandoor gaat. Jack Bauer weet de locatie van Fayed te achterhalen aan doodt hem door hem op te hangen. De twee overgebleven kernwapens worden gevonden door Jack. Aan het einde van de aflevering krijgt Jack via CTU een telefoontje van Cheng Zhi. Hij deelt mee dat Audrey Raines nog in leven is, en dat Jack moet doen wat hem wordt opgedragen om haar terug te krijgen. |               |                  |                   |                   |
| 18 | 11:00 p.m.-12:00 a.m. | Matt Michnovetz, Nicole Ranadive | Bryan Spicer  | 16 april 2007    | 2 september 2007  |                   |
| 18 | 11:00 p.m.-12:00 a.m. | Jack krijgt van Cheng Zhi te horen dat hij uit de kernwapens een Russische printplaat moet halen en het onderdeel moet geven aan Zhi, zodat de Chinezen geheime informatie over het Russische leger in hun bezit krijgen. Jack vraagt aan Chloe of zij de specificaties van de bom aan hem kan doorsturen zodat hij het juiste onderdeel uit de bom kan verwijderen. Chloe heeft daarvoor de computer van Morris nodig, die ontdekt dat er aan zijn computer is gezeten. Chloe besluit zelf het probleem van Jack te vertellen aan Bill. Jack heeft de printplaat al in zijn handen als Doyle en zijn team op komen dagen en hem gevangennemen. Jack krijgt echter toestemming van president Palmer om de printplaat te gebruiken om Audrey te redden, met de toezegging dat hij er alles aan zal doen om te voorkomen dat de printplaat niet bij de Chinezen terechtkomt. Palmer stort later in de aflevering in, waarna Vicepresident Daniels de leiding krijgt. Hij trekt de toestemming die Palmer gaf in. Jack weet te ontsnappen met de printplaat. |               |                  |                   |                   |
| 19 | 12:00 a.m.-1:00 a.m.  | Joel Surnow, Michael Loceff | Brad Turner   | 23 april 2007    | 9 september 2007  |                   |
| 19 | 12:00 a.m.-1:00 a.m.  | Jack probeert met de printplaat te ontsnappen terwijl Mike Doyle achter hem aangaat. Jack heeft een veilige plaats uitgekozen waar Jack Audrey terug kan krijgen; een motel aan de Highway 305. Morris en Chloe proberen Jack ondertussen op te sporen maar de twee krijgen ruzie nadat Chloe refereert aan het voorval eerder op de dag, toen Morris het ontstekingsmechanisme voor de terroristen programmeerde. Karen Hayes krijgt van Peter Hawk, medewerker van het Ministerie van Justitie, te horen dat zij en haar man Bill Buchanan worden aangeklaagd voor de terroristische aanslagen van vandaag. Bill Buchanan had Fayed al eerder opgesloten maar hij liet hem vrij vanwege gebrekkig bewijs. Karen zou Bill in bescherming hebben genomen door de documenten van dit voorval ergens op te bergen. Karen ontslaat Bill voorlopig, en Nadia krijgt de leiding over CTU. Jack loopt, nadat hij een bom heeft verborgen, het motel binnen waar de overdracht kan plaatsvinden. Jack wil de printplaat geven aan Cheng nadat Audrey weg van het gebouw is. Vervolgens wil hij het gebouw opblazen zodat de printplaat niet in verkeerde handen zal vallen. Jack zal hierbij omkomen. Dan komen Doyle en zijn team binnenvallen. Jack kan de bom niet laten ontploffen zonder vele CTU-agenten van het leven te beroven. De Chinezen ontkomen met de printplaat, en Jack wordt opgesloten in CTU. |               |                  |                   |                   |
| 20 | 1:00 a.m.-2:00 a.m.   | Howard Gordon, Evan Katz | Brad Turner   | 30 april 2007    | 16 september 2007 |                   |
| 20 | 1:00 a.m.-2:00 a.m.   | Mike Doyle doet een poging om informatie uit Audrey te krijgen, maar ze reageert niet en lijkt zware psychische schade te hebben opgelopen in China. Ze wordt naar de medische afdeling van CTU gebracht war blijkt dat ze aan catatonie lijdt. Dr. Bradley raadt Nadia aan toestemming te geven voor een druginjectie om informatie uit haar te krijgen. Mike Doyle is hier zwaar op tegen en probeert Nadia om te praten. CTU probeert de Chinezen te vinden, maar dit verloopt onsuccesvol. De Chinezen hebben voorlopig echter nog niets aan de printplaat, hij blijkt beschadigd te zijn. De Russen zijn achter het voorval gekomen en eisen uitleg van Amerika, de Russische technologie in de printplaat zal in handen van de Chinezen veel schade in Rusland kunnen aanrichten. Rusland dreigt met militaire actie. Vicepresident Daniels vraagt zich af hoe de Russen over deze gebeurtenissen te weten zijn gekomen. Tom Lennox doet onderzoek en komt te weten dat Lisa Miller, Daniels' assistente met wie hij ook een relatie heeft, het lek is. Lisa deelt het bed met ene Bishop, die regelmatig haar mobiele telefoon doorzoekt op vertrouwelijke informatie en die doorstuurt naar de Russen. Doyle kan niet toekijken hoe Audrey drugs toegediend krijgt en hij loopt naar de cel van Jack. De twee zetten er in scène dat Jack Doyle overmeesterde en vervolgens ontsnapte. Jack bevrijdt met het pasje van Doyle Audrey en wil haar meenemen naar buiten CTU. Het alarm gaat echter af, en elke bewaker staat op de uitkijk voor Jack. Audrey en Jack worden al snel weer gevonden, maar Jack heeft een woord uit Audrey gekregen, "Bloomsfield". Doyle vertelt aan Nadia dat dit een belangrijke aanwijzing is, "Bloomfield Copper Company" was gevestigd in Los Angeles. De aflevering eindigt met voormalig minister Heller, de vader van Audrey, die Jack vertelt dat hij vervloekt is, alles wat hij aanraakt gaat dood. |               |                  |                   |                   |
| 21 | 2:00 a.m.-3:00 a.m.   | Manny Coto | Bryan Spicer  | 7 mei 2007       | 23 september 2007 |                   |
| 21 | 2:00 a.m.-3:00 a.m.   | James Heller neemt Audrey mee naar zijn huis en zegt Jack dat hij nooit meer in de buurt van Audrey mag komen. Mike Doyle en zijn team zijn aangekomen bij het voormalige gebouw van Bloomsfield. Er ligt veel munitie, en Doyle vermoedt dat de Chinezen ergens een grote aanval op willen doen. Op dat moment komen de Chinezen het gebouw van CTU binnen via het riool. Ze nemen al het personeel onder schot. Allereerst vraagt Zhou wie de directeur van CTU is. Alhoewel Nadia dat is staat Milo op. Hij wordt meteen doodgeschoten. Jack merkt dat er wat aan de hand is, en wordt vrijgelaten door een bewaker. Jack loopt naar de plaats waar Josh en Marilyn zich bevinden. Josh weet de ontsnappen via een ventilatiebuis, maar hij wordt alsnog gevangengenomen nadat de Chinezen dreigen zijn moeder Marilyn dood te schieten. Lisa Miller heeft in haar mobiele telefoon een berichtje staan waarin staat dat de printplaat inmiddels vernietigd is. Tom Lennox hoopt zo dat Bishop de informatie zal doorgeven aan de Russen en Rusland zal afzien van militaire actie. Aan het einde van de aflevering belt Cheng Philip Bauer en meldt hij dat hij Josh heeft. Philip zal de printplaat repareren en afleveren in ruil voor Josh. Philip wil met Josh een nieuw leven opbouwen in China, en dat kan enkel met hulp van Cheng Zhi. |               |                  |                   |                   |
| 22 | 3:00 a.m.-4:00 a.m.   | Howard Gordon, Evan Katz | Bryan Spicer  | 14 mei 2007      | 30 september 2007 |                   |
| 22 | 3:00 a.m.-4:00 a.m.   | Zhou's mannen nemen Josh mee naar Cheng. Ondertussen weten Jack, Nadia en Morris samen de overgebleven Chinezen in het pand uit te schakelen, waarbij ze later worden geholpen door Doyle en zijn team. Jack gaat op zoek naar Josh, die ergens gevaarlijk blijkt te bengelen aan een stalen pijp. Jack redt Josh uit zijn benarde situatie maar daarbij ontsnapt Cheng. Jack is verwonderd wanneer Josh hem vertelt dat Philip achter zijn ontvoering zat. Bishop vermoedt dat er wat aan de hand is en confronteert Lisa Miller daarmee. Lisa slaat Bishop met een wijnfles op zijn hoofd, waarna er een gevecht ontstaat. Lennox en zijn team vallen binnen, en zij dwingen Bishop de informatie over de printplaat door te geven aan de Russen. Dit lijkt te zijn gelukt, maar dan krijgt Daniels te horen van de president van Rusland dat zij weten dat Bishop onder dwang de informatie doorstuurde. Hij dreigt binnen twee uur een raket af te vuren. Philip Bauer belt president Daniels en biedt hem ruil aan: Josh in ruil voor de printplaat van de Chinezen. De president accepteert de ruil. Ondertussen vliegt Jack met de helikopter terug naar CTU, niet wetend dat Josh aan Philip Bauer uitgeleverd zal worden. |               |                  |                   |                   |
| 23 | 4:00 a.m.-5:00 a.m.   | Joel Surnow, Michael Loceff | Brad Turner   | 21 mei 2007      | 7 oktober 2007    |                   |
| 23 | 4:00 a.m.-5:00 a.m.   | Jack worden opgesloten terwijl Josh wordt uitgeleverd aan Philip. Wanneer Doyle aankomt op de plaats waar de ruil tussen de printplaat en Josh zal plaatsvinden belt Philip hem op en laat hem weten dat de satelliet uitgezet moet worden. Jack weet dat Philip Bauer de printplaat nooit terug zal geven aan CTU. Om Josh en de printplaat terug te krijgen ontsnapt hij illegaal samen met Bill Buchanan om Philip tegen te houden. Ondertussen bekijkt Doyle de vermoedelijke printplaat, maar er blijkt een bom bij te zitten die hem enige tijd verblindt. Bill en Jack komen net op tijd aan om Philip met Josh en de printplaat weg te zien varen. |               |                  |                   |                   |
| 24 | 5:00 a.m.-6:00 a.m.   | Robert Cochran, Manny Coto, David Fury | Brad Turner   | 21 mei 2007      | 14 oktober 2007   |                   |
| 24 | 5:00 a.m.-6:00 a.m.   | Chloe, die in de vorige aflevering flauw viel, vertelt Morris dat er niets aan de hand is en dat ze zwanger is. Philip Bauer blijkt zich met Josh en de printplaat op een olieboorplatform te bevinden. President Daniels geeft toestemming om een luchtaanval op te zetten om zo de printplaat te vernietigen. Tom Lennox probeert Daniels te overtuigen om de luchtaanval uit te stellen totdat Jack Josh heeft gered, maar hij zet de aanval door. Met de hulp van Bill vliegt Jack met een helikopter naar het boorplatform. Nadia geeft toestemming voor hulp vanuit CTU. Jack en Bill weten de mannen van Cheng Zhi uit te schakelen. Dan stapt Jack uit de helikopter om Josh, die wordt vastgehouden door Philip, te redden. Josh rent weg naar de helikopter, terwijl Jack kort praat met zijn vader. Omdat de luchtaanval ieder moment kan beginnen moet Jack nu weg van het boorplatform. Hij rent naar de helikopter, die al in de lucht hangt. Net op tijd weet hij zich in de helikopter te hijsen. Een gewonde Cheng Zhi, Bill, Josh en Jack vliegen weg terwijl het boorplatform wordt gebombardeerd. De Russische president Suvarov meldt aan Daniels dat hij blij is dat de printplaat is vernietigd. Hij geeft de opdracht aan de legerleiders om de raketaanval te staken. Wanneer de helikopter het strand bereikt laat Jack zich uit de vliegende helikopter vallen, nog net in het water. Josh zegt Bill om terug te vliegen om zo zijn oom weer terug in het toestel te krijgen, maar Bill vertelt hem dat dat niet nodig is. In het Witte Huis besluit Daniels na aandringen van Tom Lennox om Karen Hayes en Bill Buchanan niet te vervolgen voor hun mogelijke betrokkenheid bij de aanslagen. Jack is inmiddels aangekomen bij het huis van Heller. Jack laat hem weten dat hij Heller altijd als een voorbeeldfiguur, een vader die hij nooit had, zag. Emotioneel laat Jack hem weten dat hij zich niet kan bedenken hoe Heller ooit kón zeggen dat hij vervloekt was. Jack bezoekt Audrey Raines aan haar bed en laat dan weten dat het beter is om haar voor enige tijd met rust te laten. De aflevering eindigt met Jack Bauer die aan zee toekijkt hoe de zon opkomt, met op de achtergrond het ruisende geluid van de zee... |               |                  |                   |                   |

## Achtergronden
- Het seizoen eindigt met een fade-out en een stille klok. Enkel de laatste aflevering van seizoen 1 en seizoen 2 van 24 eindigde ook zo.
- Eric Balfour vroeg of zijn personage Milo Pressman mocht sterven zodat hij tijd had voor zijn rol in de pilotaflevering van een nieuwe televisieserie.